# Турецкое государственное кладбище
Турецкое государственное кладбище (тур. Devlet Mezarlığı) — национальное и военное кладбище в Анкаре, Турция, на котором находятся могилы президентов Турции и высокопоставленных соратников Мустафы Кемаля Ататюрка, основателя Республики Турции.

## История
Кладбище было основано по акту от 10 ноября 1981 года.
Было открыто 30 августа 1988 года государственными похоронами тел двух президентов, Джемаль Гюрсель и Сунай Джевдета и 61 командиров Освободительной войны. На церемонии открытия присутствовали президент Кенан Эврен, премьер-министр Тургут Озал, лидеры политических партий, представленных в парламенте, Эрдал Иненю и Сулейман Демирель.
Кладбище находится в ведении Министерства обороны страны.